# レインウェア
レインウェア（英: rain wear）は、アウトドアなどで寒いときや悪天候時に着用する衣類。レインスーツ（英: rain suit）とも。
頭巾付きの長袖の上着と、長ズボン。袖口とパンツの裾は絞ってあり上着の裾と頭巾に紐がついている。上着は前開き型でチャックの上にフラップがつき、ファスナーを覆う形で風雨が入らないように工夫されている。生地はナイロンを撥水・防水処理したものが多い。レインコートも参考のこと。

## 登山用品として
防水透湿性が求められる。防水透湿素材としては以下のものなどがある。
- ベルグテック（ミズノ）
- DRY.Q（マウンテンハードウェア）
- ドライテック（モンベル）
- エントラント（東レ）
- eVent（ゼネラル・エレクトリック）
- エバーブレス（ファイントラック）
- ゴアテックス（WLゴア&アソシエイツ）
- H2No（パタゴニア）
- ハイドロブリーズ（モンベル）
- オムニテック（コロンビア・スポーツウェア）
- スーパーバウオテックス（東レ）

色に関しては鮮やかなものを中心として様々な種類があり、実用上は黄色のものが目立つために好まれている。
冬季の登山に用いられるマウンテンジャケットとは若干の差異がある。軽量化のために生地は薄いものが使われ、また使用局面でロープの使用が考慮されていないため、肩部などの補強布がない。

### 防水性
JIS規格では耐水圧2,000mm以上で「防水生地」と称するが、業界筋では8,000mm以上ないととてもレインウェアの素材として使えないのが常識だという。代表的な防水透湿素材であるゴアテックスの防水性は20,000mm以上である。
素材が防水であっても縫い目が目止めしていないとレインウェアとしては使えない。

### 透湿性
透湿性素材を使った製品は、蒸れが軽減される。中に何を着るかによってもかなり違い、速乾性のある合成繊維を素材にしたものを選択すると不快感はかなり軽減される。